# 27959 Fagioli
27959 Fagioli (1997 SE1) là một tiểu hành tinh vành đai chính được phát hiện ngày 19 tháng 9 năm 1997 bởi L. Tesi ở San Marcello Pistoiese.